# رولا بدوية
رولا بدوية (27 يونيو 1998-) هي لاعبة كرة قدم أمريكية محترفة، من أصل فلسطيني. تلعب في مركز الهجوم مع نادي إس سي براغا. ولدت في ريفرسايد، كاليفورنيا، الولايات المتحدة. لأبوين فلسطينيين، وهي ابنة يوسف بدوية. عندما كانت طفلة، التحقت بمدرسة مارتن لوثر كينج الثانوية في الولايات المتحدة، حيث لعبت ضمن فريق كرة القدم، وساعدتهم على الوصول إلى ربع نهائي القسم الجنوبي من القسم الثاني لبطولة CIF لعام 2016.

## حياتها المهنية
بدأت رولا بدوية مسيرتها المهنية مع نادي روما الإيطالي في عام 2021، وقعت عقدًا مع نادي سيدني يوني إس إف سي الأسترالي، في عام 2022، حيث شاركت في اثنين وعشرين مباراة بالدوري وسجلت ثلاثة عشر هدفًا. في عام2023، ذكر موقع "بيوند 90" الإخباري الأسترالي أنها "كانت معروفة جيدًا لمتابعي بطولة الدوري الوطني لكرة القدم في نيو ساوث ويلز، حيث ساهمت في فوز جامعة سيدني ببطولة الدوري الممتاز لعام 2022 في أول موسم لها مع فريق "ذا ستيودنتس". خلال مسيرتها، سجلت 13 هدفًا واختيرت كأفضل لاعبة في الدوري الوطني لكرة القدم في نيو ساوث ويلز" أثناء لعبها مع النادي.
وقعت مع نادي سيدني إف سي الأسترالي، حيث شاركت في تسع مباريات بالدوري وسجلت هدفًا واحدًا. وفي العام نفسه، وقعت عقدًا مع نادي نورث ويست سيدني سبيريت الأسترالي، حيث شاركت في سبعة عشر مباراة بالدوري وسجلت خمسة أهداف. قبل موسم 2023–24، وقعت عقدًا مع نادي سنترال كوست مارينرز الأسترالي، حيث شاركت في 24 مباراة بالدوري وسجلت ثمانية أهداف. خلال صيف عام 2024، وقعت عقدًا مع نادي إس سي براغا البرتغالي.